# اربند
اربند (به لاتین: Erbent) یک منطقهٔ مسکونی در ترکمنستان است که در ولایت آخال واقع شده‌است.

## نگارخانه

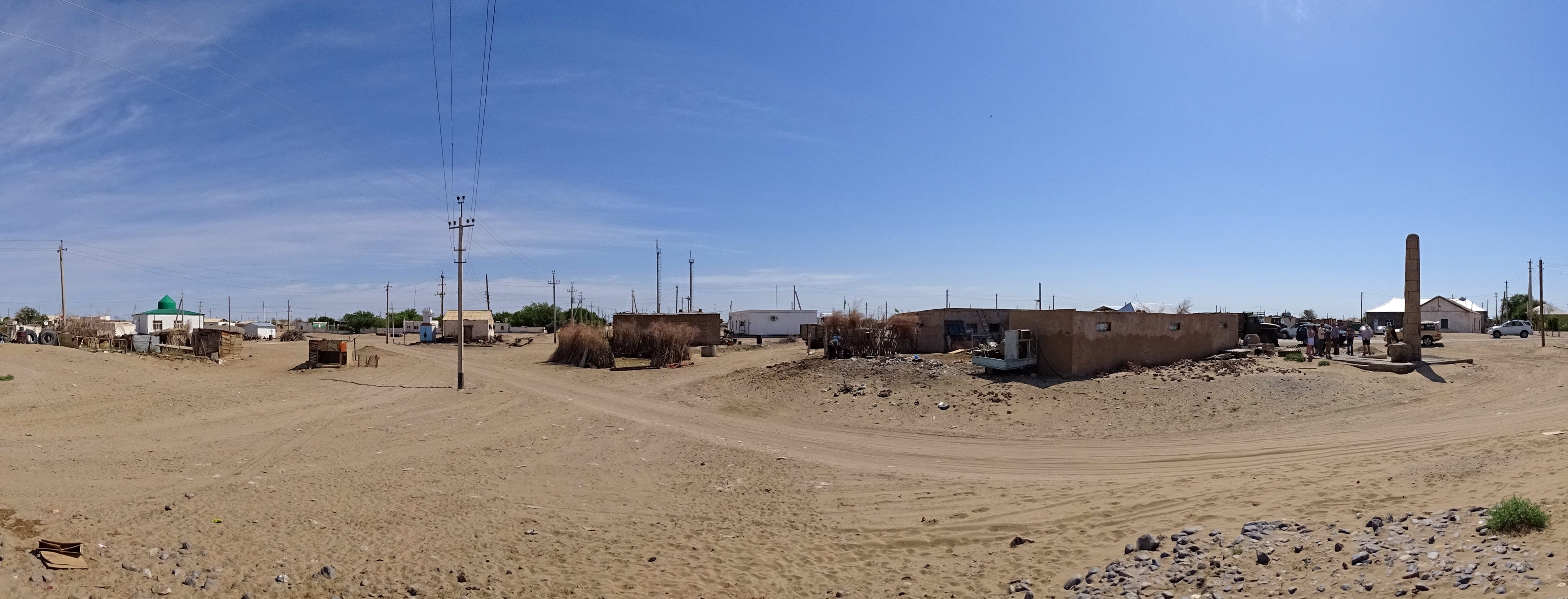
نمایی از اربند

## آب و هوا
| داده‌های اقلیم اربند               | داده‌های اقلیم اربند | داده‌های اقلیم اربند | داده‌های اقلیم اربند | داده‌های اقلیم اربند | داده‌های اقلیم اربند | داده‌های اقلیم اربند | داده‌های اقلیم اربند | داده‌های اقلیم اربند | داده‌های اقلیم اربند | داده‌های اقلیم اربند | داده‌های اقلیم اربند | داده‌های اقلیم اربند | داده‌های اقلیم اربند |
| ماه                               | ژانویه              | فوریه               | مارس                | آوریل               | مه                  | ژوئن                | ژوئیه               | اوت                 | سپتامبر             | اکتبر               | نوامبر              | دسامبر              | سال                 |
| --------------------------------- | ------------------- | ------------------- | ------------------- | ------------------- | ------------------- | ------------------- | ------------------- | ------------------- | ------------------- | ------------------- | ------------------- | ------------------- | ------------------- |
| میانگین بیش‌ترین °C (°F)           | ۵٫۵ (۴۲)            | ۸٫۷ (۴۸)            | ۱۵٫۹ (۶۱)           | ۲۴٫۵ (۷۶)           | ۳۱٫۴ (۸۹)           | ۳۷٫۰ (۹۹)           | ۳۹٫۱ (۱۰۲)          | ۳۷٫۲ (۹۹)           | ۳۱٫۶ (۸۹)           | ۲۲٫۷ (۷۳)           | ۱۵٫۲ (۵۹)           | ۷٫۹ (۴۶)            | ۲۳٫۱ (۷۴)           |
| میانگین روزانه °C (°F)            | ۰٫۱ (۳۲)            | ۲٫۶ (۳۷)            | ۹٫۲ (۴۹)            | ۱۷٫۳ (۶۳)           | ۲۴٫۱ (۷۵)           | ۲۹٫۸ (۸۶)           | ۳۲٫۴ (۹۰)           | ۳۰٫۰ (۸۶)           | ۲۳٫۸ (۷۵)           | ۱۵٫۱ (۵۹)           | ۸٫۵ (۴۷)            | ۲٫۶ (۳۷)            | ۱۶٫۳ (۶۱)           |
| میانگین کم‌ترین °C (°F)            | −۳٫۹ (۲۵)           | −۲٫۰ (۲۸)           | ۴٫۰ (۳۹)            | ۱۱٫۲ (۵۲)           | ۱۶٫۹ (۶۲)           | ۲۲٫۰ (۷۲)           | ۲۴٫۶ (۷۶)           | ۲۱٫۸ (۷۱)           | ۱۵٫۸ (۶۰)           | ۸٫۳ (۴۷)            | ۳٫۱ (۳۸)            | −۱٫۳ (۳۰)           | ۱۰٫۰ (۵۰)           |
| بارندگی میلی‌متر (اینچ)            | ۱۳ (۰٫۵۱)           | ۱۱ (۰٫۴۳)           | ۲۲ (۰٫۸۷)           | ۲۲ (۰٫۸۷)           | ۱۳ (۰٫۵۱)           | ۴ (۰٫۱۶)            | ۲ (۰٫۰۸)            | ۱ (۰٫۰۴)            | ۲ (۰٫۰۸)            | ۶ (۰٫۲۴)            | ۱۰ (۰٫۳۹)           | ۱۳ (۰٫۵۱)           | ۱۱۹ (۴٫۶۹)          |
| میانگین روزهای بارندگی (≥ ۱.۰ mm) | ۵                   | ۴                   | ۶                   | ۶                   | ۴                   | ۱                   | ۱                   | ۱                   | ۱                   | ۳                   | ۴                   | ۶                   | ۴۲                  |
| درصد رطوبت                        | ۷۳                  | ۶۳                  | ۵۴                  | ۴۶                  | ۳۳                  | ۲۶                  | ۲۶                  | ۲۵                  | ۳۰                  | ۴۳                  | ۵۹                  | ۷۴                  | ۴۶                  |
| میانگین روزانه ساعت‌های تابش آفتاب | ۱۳۷٫۴               | ۱۵۵٫۱               | ۱۹۸٫۹               | ۲۲۸٫۹               | ۳۰۶٫۴               | ۳۶۳٫۳               | ۳۷۶٫۳               | ۳۶۷٫۰               | ۳۲۱٫۹               | ۲۴۹٫۰               | ۱۸۷٫۶               | ۱۳۱٫۰               | ۳٬۰۲۲٫۸             |
| منبع: NOAA                        |                     |                     |                     |                     |                     |                     |                     |                     |                     |                     |                     |                     |                     |